# Probithia obstataria
Probithia obstataria är en fjärilsart som beskrevs av Walker 1861. Probithia obstataria ingår i släktet Probithia och familjen mätare. Inga underarter finns listade i Catalogue of Life.